# Роджерс, Стэн
Стэ́нли Э́ллисон (Стэн) Ро́джерс (англ. Stanley Allison "Stan" Rogers; 29 ноября 1949, Гамильтон, Онтарио, Канада — 2 июня 1983, Хеброн, Кентукки, США) — канадский музыкант, певец и автор-исполнитель в стиле фолк.
Роджерс известен своим глубоким баритоном и песнями, напоминавшими по стилю традиционные британские песни XVIII—XIX веков и посвящёнными ключевым событиям канадской истории, освоения страны, а также будням простых людей, по большей части рыбакам Приморских провинций, а позднее и фермерам Канадских Прерий и Великих озёр. Играл на бас-гитаре либо исполнял мелодии а капелла.

## Биография
Родился 29 ноября 1949 года в Гамильтоне. Был старшим сыном в семье уроженцев Приморских провинций Натана Эллисона (Эла) и Валери Роджерсов, переселившихся в Онтарио в поисках работы после своего бракосочетания в июле 1948 года. Стэн вырос в районе Вудберн, расположенном в восточной части Гамильтона, а летом он навещал семью в Гайсборо, где хорошо познакомился с образом жизни жителей Приморских провинций, что потом оказало огромное влияние на его песенное и музыкальное творчество. Стэн с ранних лет проявил любовь к музыке и научился петь сразу после того, как начал говорить. Его первым музыкальным инструментом стала гитара ручной сборки, полученная в подарок на пятый день рождения от дяди Ли Бушелла. Стэн испытал на себе различное влияние музыкальных стилей, но наибольшим было влияние кантри-музыки, которую исполнял дядя во время семейных посиделок. В детстве Стэн пел и играл на гитаре вместе со своим братом Гарнетом, который младше его на шесть лет.
Во время обучения в Солтфлитской окружной средней школе Стэн познакомился с другими любителями кантри, хотя также увлекался рок-н-роллом, пел и играл на бас-гитаре гаражный рок в таких любительских группах, как «Stanley and the Living Stones» and «The Hobbits».
Непродолжительное время обучался в Университете Макмастера и в Университете Трента.
В песнях Стэна присутствуют кельтские мотивы, поскольку он часто использовал настройку гитары DAGDAD. Он постоянно играл на двенадцатиструнной гитаре. Его самыми известными песнями являются «Northwest Passage», «Barrett's Privateers», «The Mary Ellen Carter», «Make and Break Harbour», «The Idiot», «The Field Behind the Plow», «Lies», «Fogarty's Cove», White Squall, «Forty-Five Years».

## Смерть
Погиб (в числе 23 пассажиров) от удушья дымом из-за возгорания на самолёте, совершавшем аварийную посадку в аэропорту Цинциннати/Северный Кентукки, направляясь с Кервиллского фестиваля фолк-музыки из Далласа в Монреаль, где он должен был далее выступать.
Его прах был развеян на побережье Атлантического океана рядом с Новой Шотландией.

## Наследие и память
Наследие Роджерса включает его записи, песенник, и песни, для которых он написал или должен был написать музыку. На его песни до сих пор другие музыканты делают кавер-версии, а простые люди исполняют их вокруг костра или тесного круга. Участники группы Стэна, включая его брата Гарнета, продолжают выступать и являются краеугольным камнем современной канадской фолк-музыки. В 1984 году посмертно Стэн был номинирован на премию «Джуно» лучшему исполнителю года. В 1993 году его посмертный концертный альбом «Home in Halifax» был номинирован на премию «Джуно» — Juno Award for Roots & Traditional Album of the Year – Group.
Его вдова Ариэль продолжила сберегать его вещи и наследие. Его песни неоднократно становились частью книг и фильмов. Так, песня «Northwest Passage» стала саундтреком к последней серии последнего сезона сериала «Строго на юг», а песни «Barrett's Privateers» и «Watching the Apples Grow» были в ранних сериях. Песня «Barrett’s Privateers» использовалась в рекламе пива Alexander Keith's. В 2005 году CTV Television Network снял телефильм о жизни Терри Фокса, в котором песня Роджерса «Turnaround» исполняется на заключительных кадрах, где Фокс в одиночестве шагает в гору в сопровождении слов «И тобой был открыт путь / Горькая песня / Тяжкая ноша, которую я никогда не разделю, хотя всё ещё там / Каждый раз ты оборачиваешься». Многие из этих песен взяты из альбомов Northwest Passage и From Fresh Water, посвящённых различным событиям канадской истории.
Адриенна Кларксон, являвшаяся в 1999—2005 годы генерал-губернатором Канады и работавшая в Канадской телерадиовещательной корпорации, осветила музыкальную деятельность Роджерса в теледокументальном фильме «One Warm Line», который был представлен на канале CBC Television; она цитировала Роджерса в своей инаугурационной речи.
Когда телеведущий CBC Television Питер Гжовски предложил канадцам выбрать песню, альтернативную национальному гимну, то была выбрана песня Роджерса «Northwest Passage».
Проводится ежегодный фолк-фестиваль Стэна Роджерса. В 1995 году несколько артистов провели два концертных вечера в Центре искусств Университета Дэлхаузи, песни с которых были выпущены в альбоме Remembering Stan Rogers.
Также имя Роджерса носит главная сцена и амфитеатр Summerfolk Music and Crafts Festival, где он выступал и которые называют «Памятным пологом Стэна Роджерса» (англ. Stan Rogers Memorial Canopy). Также сложилась традиция различного исполнения песни Роджерса «The Mary Ellen Carter».
The Canmore Folk Festival является самым продолжительным мероприятием, где существует памятная сцена Стэна Роджерса (англ. Stan Rogers Memorial Stage).
Сын Стэна Натан Роджерс также является известным канадским исполнителем фолк-музыки, чей голос и песни похожи на отцовские. Он представил два сольных альбома, а также совершил международное турне и выступал в составе группы Dry Bones.

## Дискография
Роджерс сотрудничал с RCA Records в начале 1970-х годов. В это время он записал для лейбла множество хороших песен, включая пять синглов: «Here’s to You Santa Claus» in 1970, «The Fat Girl Rag» in 1971, and «Three Pennies», «Guysborough Train» and «Past Fifty» in 1973.
В 1976 году он перешёл на лейбл Borealis Records. Альбомы с песнями, посвящёнными жизни жителей Приморских провинций имели большой успех. После создания собственной звукозаписывающей компании Fogarty's Cove Music и покупки Borealis Records Роджерс стал выпускать свои альбомы самостоятельно.
- Fogarty's Cove[англ.] (1976)
- Turnaround[англ.] (1978)
- Between the Breaks ... Live![англ.] (1979)
- Northwest Passage[англ.] (1981)
- For the Family[англ.] (1983, on Folk Tradition, posthumous. In liner notes, brother Garnet Rogersmentions «We lost Stan last week…»)
- From Fresh Water[англ.] (1984, посмертно)
- Home in Halifax[англ.] (1993, посмертно)
- Poetic Justice[англ.] (1996, посмертно)
- From Coffee House to Concert Hall[англ.] (1999, посмертно)
- The Very Best of Stan Rogers (2011, посмертно)